# Поко
Поко (енгл. Poko) је канадска анимирана серија за децу. Премијерно је емитована на каналу CBC Television.

## Радња
У цртаној серији пратимо малог плавокосог дечака Покоа и његове свакодневне доживљаје са плишаним мајмуном господином Марфијем и псом Минусом. У свакој епизоди на духовит начин Поко решава неки свој проблем. На крају сваке епизоде је Поков шоу који Поко изводи својим плишаним играчкама. У њима је увек песма, често усресређена на поуку те епизоде.

## Емитовање у Србији
У Србији цртана серија је синхронизована премијерно емитована током 2009. године на ТВ Ултра. Синхронизацију је радио студио Лаудворкс. Након ТВ Ултра цртани је емитован и на каналима Пинк 2, Пинк кидс и Пинк Супер Кидс. Има ДВД издања.

## Улоге
| Улога        | Српски глас       |
| ------------ | ----------------- |
| Поко         | Ана Поповић       |
| Биби         | Наташа Поповић    |
| Наратор      | Александар Гајшек |
| Деца         |                   |
| Песме        |                   |
| Уводна шпица |                   |